# Niedermayrit
Niedermayrit ist ein sehr selten vorkommendes Mineral aus der Mineralklasse der wasserhaltigen Sulfate mit fremden Anionen. Es kristallisiert im monoklinen Kristallsystem mit der chemischen Zusammensetzung CdCu4[(OH)6|(SO4)2]·4H2O und entwickelt meist massige Aggregate und krustige Überzüge in blaugrüner Farbe.

## Etymologie und Geschichte
Niedermayrit wurde erstmals 1995 von F. Schreiber in der Typlokalität im Bergbaugebiet von Laurion in Griechenland gefunden und von G. Giester, B. Rieck und F. Brandstätter beschrieben. Sie benannten es nach dem österreichischen Mineralogen und Kurator der mineralogischen Sammlung des Naturhistorischen Museums Wien Gerhard Niedermayr (1941–2015).

## Klassifikation
In der alten (8. Auflage) und neuen Systematik der Minerale nach Strunz (9. Auflage) gehört der Niedermayrit zur Abteilung der „Wasserhaltigen Sulfate mit fremden Anionen“. Die neue Strunz’sche Mineralsystematik unterteilt hier allerdings präziser nach der Größe der beteiligten Kationen und das Mineral steht daher jetzt entsprechend in der Unterabteilung „mit mittelgroßen Kationen und kantenverknüpften Oktaedern“, wo er mit Campigliait, Devillin, Lautenthalit, Orthoserpierit und Serpierit die Gruppe 7.DD.30 bildet.
Die im englischen Sprachraum gebräuchliche Systematik der Minerale nach Dana ordnet den Niedermayrit ebenfalls in die Klasse der Sulfate, dort allerdings in die Abteilung der „Wasserhaltigen Sulfate mit Hydroxy- und Halogengruppen mit der allgemeinen Formel (A+ B2+)5 (XO4)2 Zq × x(H2O)“, wo er mit Campigliait die unbenannte Gruppe 31.06.06 bildet.

## Kristallstruktur
Niedermayrit kristallisiert im monoklinen Kristallsystem in der Raumgruppe P21/m (Raumgruppen-Nr. 11) mit den Gitterparametern a = 5,543 Å; b = 21,995 Å; c = 6,079 Å und β = 92,04° sowie zwei Formeleinheiten pro Elementarzelle.

## Eigenschaften
Beim Erhitzen verliert das Mineral in zwei Stufen bei etwa 100 und 300 °C sein Kristallwasser.

## Bildung und Fundorte

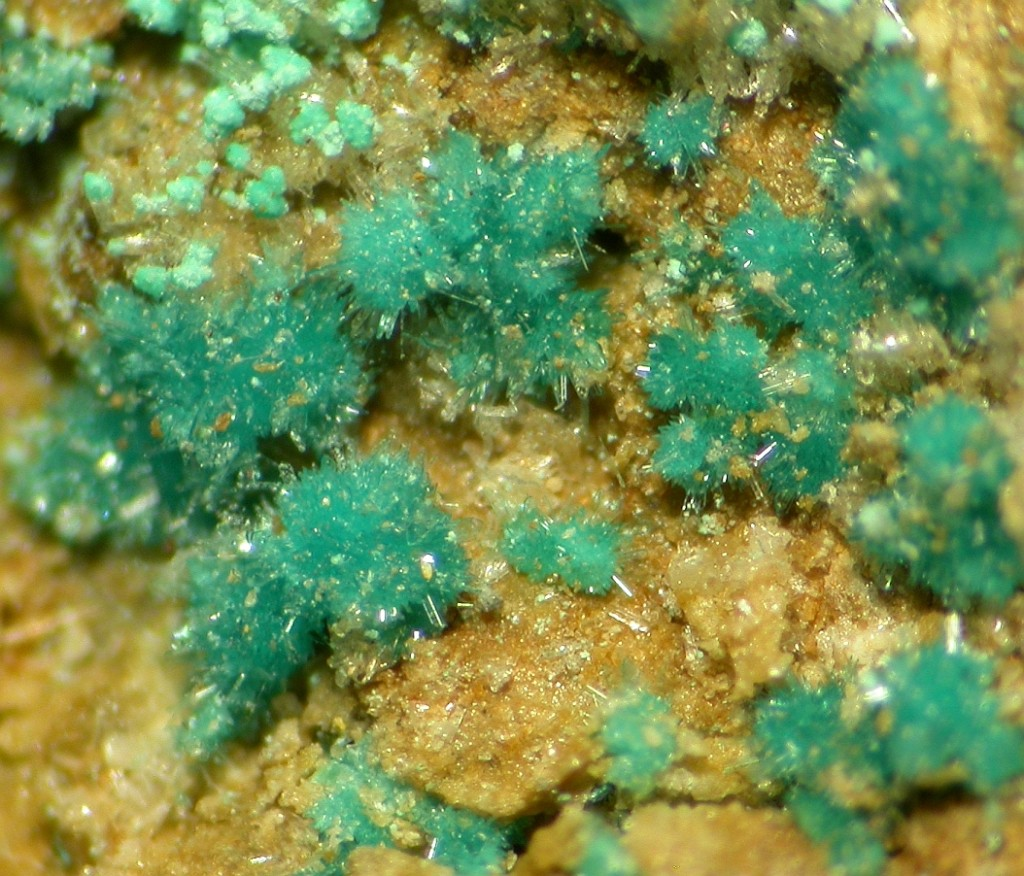
Büschelige Niedermayritkristalle aus der Hidden Treasure Mine am Ophir Hill, Oquirrh-Gebirge, Tooele County, Utah, USA (Sichtfeld 5 mm)

Wahrscheinlich bildet sich Niedermayrit als Sekundärmineral als Alterungsprodukt von Greenockit und Chalkopyrit. Die Matrix besteht aus Marmor, der mit Sphalerit, Chalkopyrit, Galenit, Greenockit, Hawleyit und Pyrit durchsetzt ist. Weitere Minerale, mit denen Niedermayrit vergesellschaftet ist, sind die Sekundärminerale Gips, Malachit, Chalkanthit, Brochantit, Hemimorphit, Hydrozinkit, Aurichalcit, Monteponit und Otavit.
Es sind bislang nur wenige Fundstellen für Niedermayrit bekannt. Dabei handelt es sich um mehrere Gruben bei Laurion in Griechenland, die Hidden Treasure Mine bei Ophir im US-Bundesstaat Utah sowie um die Lagerstätte Broken Hill im australischen Bundesstaat New South Wales und eine Lokalität in Bolivien.